# NGC 405
HD 6869 là một ngôi sao cấp sao thứ 7 nằm trong chòm sao Phượng Hoàng. Nó được phát hiện vào ngày 6 tháng 9 năm 1834 bởi John Herschel và sau đó dẫn đến mục NGC 405 trong Danh mục chung mới.